# موريسون ويت
موريسون ريميك «موت» ويت (29 نوفمبر 1816 - 23 مارس 1888) هو محامي وقاضي وسياسي من أوهايو. شغل منصب رئيس قضاة المحكمة العليا للولايات المتحدة في الفترة من 1874 إلى وفاته في عام 1888. خلال فترة ولايته، تبنت محكمة ويت تفسيرا ضيقا للسلطة الاتحادية المتعلقة بالقوانين والتعديلات التي تم تمريرها خلال عصر إعادة الإعمار لتوسيع حقوق المعتقين وحمايتهم من هجمات الجماعات البلطجية مثل كو كلوكس كلان.
ولد ويت في لايم، كونيتيكت، وفتح مكتبا قانونيّا في توليدو، أوهايو بعد تخرجه من جامعة ييل. كان ويت عضوا في حزب الويغ وفاز بانتخابات مجلس شيوخ ولاية أوهايو. كان معارضا للرق وساعد في تأسيس الحزب الجمهوري في أوهايو. شغل منصب مستشار في تعويضات ألباما وترأس على الاتفاقية الدستورية في أوهايو عام 1873.
توفي رئيس المحكمة العليا سلمون بورتلاند تشيس في مايو 1873، وقام الرئيس يوليسيس غرانت بالبحث مطولا عن خليفة لتشيس. ثم قام بترشيح ويت في يناير 1874 بتأييد من وزير الداخلية كولومبوس ديلانو. لقى ترشيح ويت الذي كان مجهولا اعتراض بعض السياسيين البارزين، لكن مجلس الشيوخ أكد تعيينه بالإجماع، وتولى ويت منصبه في مارس 1874. تلقى ويت الدعم ليترشح لمنصب الرئيس في انتخابات عام 1876، إلا أنه رفض ذلك مجادلاً بأن المحكمة العليا لا ينبغي أن تكون مجرد درجة للصعود لمناصب أعلى. بقي ويت في المحكمة حتى وفاته بالالتهاب الرئوي في عام 1888.
لم يظهر ويت كقوة فكرية مهمة في المحكمة العليا، لكن كان يُنظر إليه كمسؤول وموفق. سعى إلى تحقيق توازن بين سلطة الحكومة الاتحادية وسلطة الولايات وانضم إلى معظم القضاة الآخرين في تفسير تعديلات إعادة الإعمار بشكل ضيق. أيد رأي الأغلبية في قضية مون ضد إلينوي التي أيدت تنظيم الحكومة لمصانع الحبوب والسكك الحديدية وأثرت في فهم القواعد الدستورية للتنظيم الحكومي. كما ساعد في تأسيس المفهوم القانوني لشخصية الشركات في الولايات المتحدة.

## روابط خارجية
- موريسون ويت على موقع الموسوعة البريطانية (الإنجليزية)
- موريسون ويت على موقع إن إن دي بي (الإنجليزية)